# Albero Alto (kommunhuvudort)
Albero Alto är en kommunhuvudort i Spanien.   Den ligger i provinsen Provincia de Huesca och regionen Aragonien, i den nordöstra delen av landet, 300 km nordost om huvudstaden Madrid. Albero Alto ligger 442 meter över havet och antalet invånare är 119.
Terrängen runt Albero Alto är lite kuperad. Runt Albero Alto är det mycket glesbefolkat, med 6 invånare per kvadratkilometer. Närmaste större samhälle är Huesca, 11,2 km nordväst om Albero Alto. Trakten runt Albero Alto består till största delen av jordbruksmark.